# Johann Gottfried Schicht
Johann Gottfried Schicht   (Bogatynia, 29 de setembre de 1753 - Leipzig, 16 de febrer de 1823) fou un compositor i director d'orquestra alemany.
Shift va estudiar dret a Leipzig des del 1776. Va treballar com a acompanyant i violinista en els concerts organitzats per Johann Adam Hiller (Großes Concert), i posteriorment també a la Leipzig Gewandhaus. El 1785 va assumir el càrrec de Mestre de Capella de la Gewandhaus. Un any després es va casar amb Constanza Alessandra Oktavia Valdesturia, que va morir tres anys després. De les quatre filles del matrimoni, tres van morir prematurament, a excepció d'Henriette Wilhelmine.
Johann Gottfriedschicht va ser també el director musical de Neukirche i el 1802 cofundador i primer director de l'Acadèmia de Cant de Leipzig, que va ser el primer cor amateur mixt de la ciutat i la segona acadèmia de cant més antiga basada en el model de Berlín, la "Sing-Akademie zu Berlín". Va ocupar el càrrec de Mestre de Capella de la Gewandhaus fins al 1810. Després d'això va ser Thomaskantor fins a la seva mort el 1823. Un dels seus estudiants va ser el compositor Carl Gottlieb Hering.

## Treballs
La seva obra principal és el gran llibre de corals de 1819. També va escriure misses, motets, cantates, un assaig del Salm 100, quatre Te Deum, un concert per a piano, l'oratori Das Ende des Gerechten amb llibret de Friedrich Rochlitz, sonates i capricci.